# Јана Дачовић
Јана Дачовић (Краљево, 14. фебруар 1999) српска је јутјуберка.

## Биографија
Рођена је 14. фебруара 1999. у Краљеву. У родном граду је завршила основну школу и Гимназију Краљево. Студира на ITS - Високој школи струковних студија за информационе технологије у Београду. Има млађег брата Крстана.

## Дела
- Јанин календар (2017)
- Лепота — влогерски приручник с препорукама Јане Дачовић (2017)
- Креативни дневник Јане Дачовић (2019)